# Pietra della Poesia

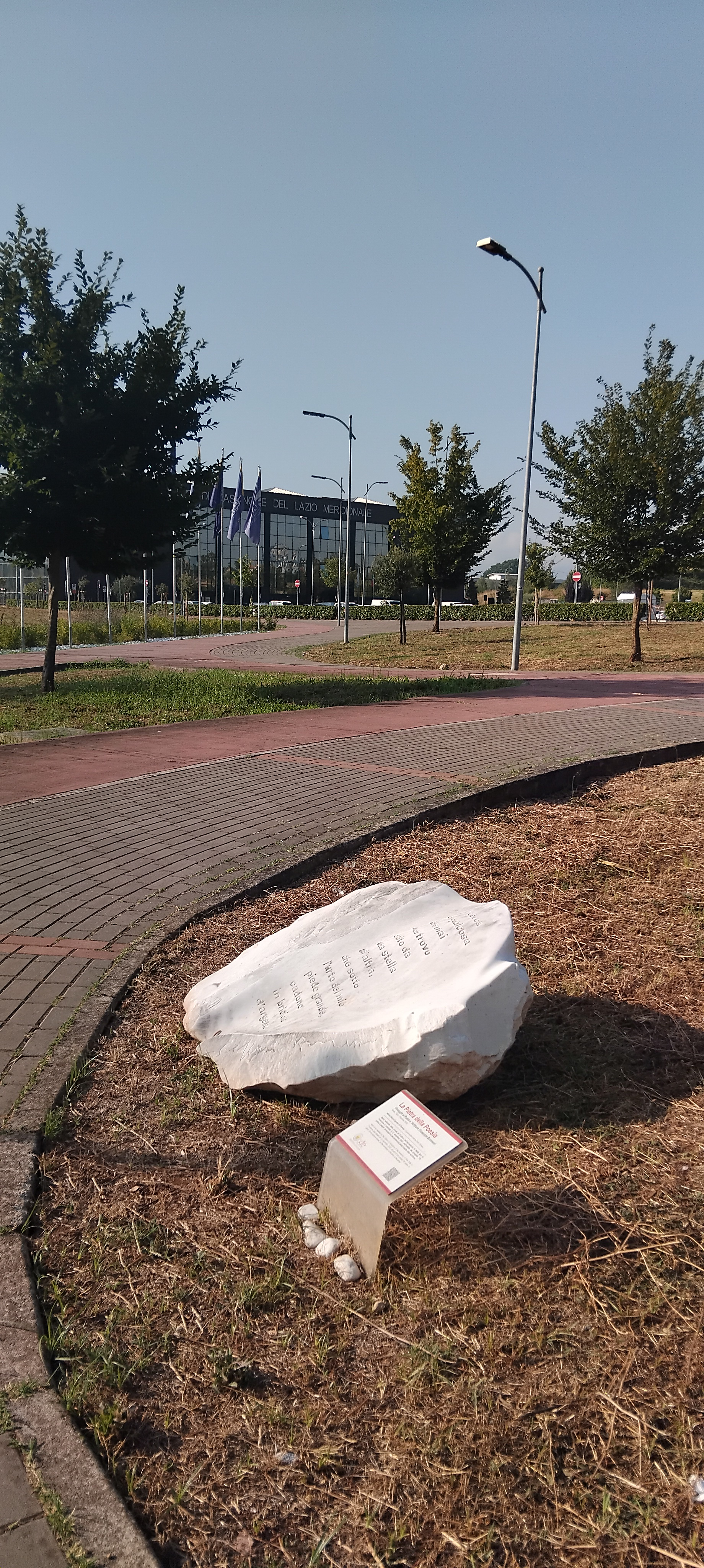
Pietra della Poesia presso Campus Folcara

La Pietra della Poesia è un'opera commemorativa in marmo di Carrara, situata presso il Campus Folcara dell'Università degli Studi di Cassino e del Lazio Meridionale, collocata il 12 dicembre 2022.

## Storia
L'opera è stata realizzata dall'Accademia di Belle Arti di Frosinone e presenta incisi alcuni versi giovanili del poeta siciliano Giuseppe Bonaviri, tratti dal romanzo La Divina Foresta (1969). La Pietra della Poesia è stata collocata in occasione del centenario della nascita di Bonaviri, con l'intento di celebrare la sua figura e di offrire uno spazio di riflessione sul valore della cultura e della conoscenza.

## Significato
Simbolicamente, la lastra marmorea rappresenta un “atto fondativo” e un invito a far incontrare l'origine mitica del mondo, l'antico e il futuro, trasmettendo un messaggio universale di bellezza, verità e rifiuto della violenza.